# Visoka braća
Visoka braća (grčki - Μακροἱ οἱ ἀδελφοί) su u petom stoljeću bila četvorica braće među egipatskim redovnicima iz Nitrije, čija su imena bila Amonije, Dioskor, Euzebije i Eutimije (grčki: Διόσκορος, Ευσέβιος, Εὐθύμιος καί Ἀμμώνιος).

 Naziv "Visoka braća", očito su dobili jer su bili visokog stasa, ali i zbog rigorozne pojave.
Bili su poznati po strogom postu, čistoći i spoznaji Biblije, iako su bili kontroverzni kao pristalice pobijenog teološkog nauka Origena iz Aleksandrije.
Također su bili poznati i po tome što su iznijeli određene optužbe protiv aleksandrijskog Patrijarha Teofilija, radi čega je 402. godine car Arkadije zahtijevao da se Teofilije ispriča pred sinodom u Konstantinopolu kojim je trebao predsjedavati konstantinopolsni patrijarh Ivan Zlatousti. Teofilije, iako negdašnji prijatelj Visoke braće, iskoristio je njihov dobro poznati origenizam, te se okrenuo protiv njih i počeo ih progoniti kao origeniste. Na kraju je Teofilije, umjesto da se ispriča za prethodne optužbe zašto je i bio pozvan da se pojavi pred sinodom, izbjegao ispriku tako što je zamjenom teza, u srpnju 403. godine, uspio izopćiti Ivana Zlatoustog u montiranom procesu na Sinodi od hrasta, (što je, nekoliko dana kasnije, car Arkadije opozvao).
 Visoka braća su nakon toga pobjegla iz Aleksandrije u Konstantinopol gdje ih je primio sv. Ivan Zlatousti.